# Likbez

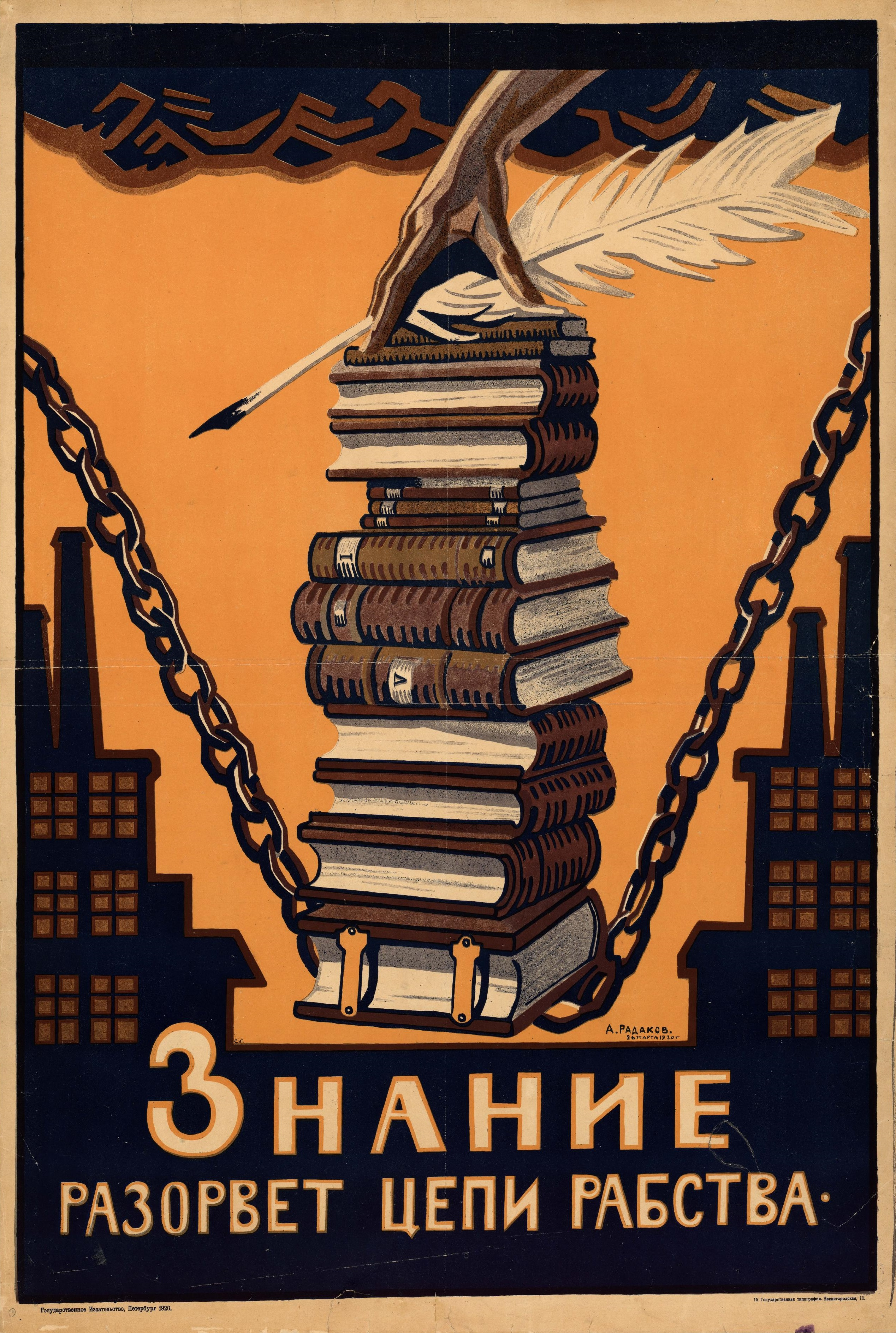
Propaganda soviética sobre a campanha

O Likbez (em russo, ликбе́з = ликвида́ция безгра́мотности, likvidátsia bezgrámotnosti) foi uma campanha de erradicação do analfabetismo na União Soviética iniciada logo após a revolução, nas décadas de 1920 e 1930. A campanha foi lançada em 26 de dezembro de 1919, quando Lenin assinou o decreto "Sobre a erradicação do analfabetismo entre a população da RSFSR" ("О ликвидации безграмотности среди населения РСФСР"). De acordo com este decreto, todas as pessoas entre 8 e 50 anos de idade eram obrigadas a se alfabetizar em sua língua materna.
A campanha foi, no geral, bem-sucedida. Em 1917, somente 32% de todos os adultos da Rússia sabiam ler e escrever. Já em 1926, a porcentagem de alfabetizados saltou para 60,9%. De acordo com o censo de 1939, os alfabetizados já eram 89,7% (RSFSR, idades de 9 a 49 anos). Desde a década de 1950, a União Soviética já tinha-se tornado um país com índice de alfabetização de quase 100%.